# Наурат (Валд)
Наурат (њем. Naurath) општина је у њемачкој савезној држави Рајна-Палатинат. Једно је од 103 општинска средишта округа Трир-Сарбург. Према процјени из 2010. у општини је живјело 240 становника. Посједује регионалну шифру (AGS) 7235092.

## Географски и демографски подаци
Наурат се налази у савезној држави Рајна-Палатинат у округу Трир-Сарбург. Општина се налази на надморској висини од 395 метара. Површина општине износи 5,6 km². У самом мјесту је, према процјени из 2010. године, живјело 240 становника. Просјечна густина становништва износи 43 становника/km².